# Bhumangund, Devadurga
Bhumangund là một làng thuộc tehsil Devadurga, huyện Raichur, bang Karnataka, Ấn Độ.